# Parque nacional Torngat Mountains
El parque nacional Montañas Torngat (en inglés: Torngat Mountains National Park) es un parque nacional de Canadá situado en el extremo norte península del Labrador, en la provincia de Terranova y Labrador. El parque protege 9700 km²  y se extiende desde el cabo Chidley en dirección sur hasta el fiordo Saglek. Es el parque nacional más grande de la Canadá atlántica, el parque nacional más meridional de la cordillera Ártica y el primero en la región de Labrador.
El parque protege la vida silvestre (caribúes, osos polares, halcones peregrinos y águilas reales, entre otras), al tiempo que ofrece actividades recreativas (hiking, scrambling, kayaking).
Ubicado en las montañas Torngat, el nombre viene de la palabra  inuktitut Torngait, que significa "lugar de los espíritus".

## Historia
Fue primero establecida el 1 de diciembre de 2005 como Reserva Parque Nacional de las Montañas Torngat (en inglés: Torngat Mountains National Park Reserve) en virtud del Labrador Inuit Land Claims Agreement, con la intención de crear un parque nacional. Cuando el Acuerdo de Reclamaciones Tierra Inuit Nunavik entró en vigor el 10 de julio de 2008, el parque fue oficialmente establecido y la reserva parque nacional se convirtió en parque nacional.